# Miguel Noguer
Miguel Noguer, född den 28 december 1956 i Barcelona, är en spansk seglare.
Han tog OS-guld i Flying Dutchman i samband med de olympiska seglingstävlingarna 1980 i Moskva.